# Cardepia subelevata
Cardepia subelevata är en fjärilsart som beskrevs av Walker 1875. Cardepia subelevata ingår i släktet Cardepia och familjen nattflyn. Inga underarter finns listade i Catalogue of Life.